# 拉瓦
拉瓦（法語：Lavoye，法語發音：[lavwa]）是法国默兹省的一个市镇，属于巴勒迪克区。

## 地理
拉瓦（49°2'43"N, 5°8'15"E）面积10.02 平方千米，位于法国大東部大區默兹省，该省份为法国西北部内陆省份，北与比利时接壤，西接马恩省和阿登省，南至上马恩省和孚日省，东临默尔特-摩泽尔省。
与拉瓦接壤的市镇（或旧市镇、城区）包括：瓦利、艾尔河畔欧特雷库尔、阿戈讷地区博略、弗鲁瓦多、伊佩库尔、瑞尔韦库尔。

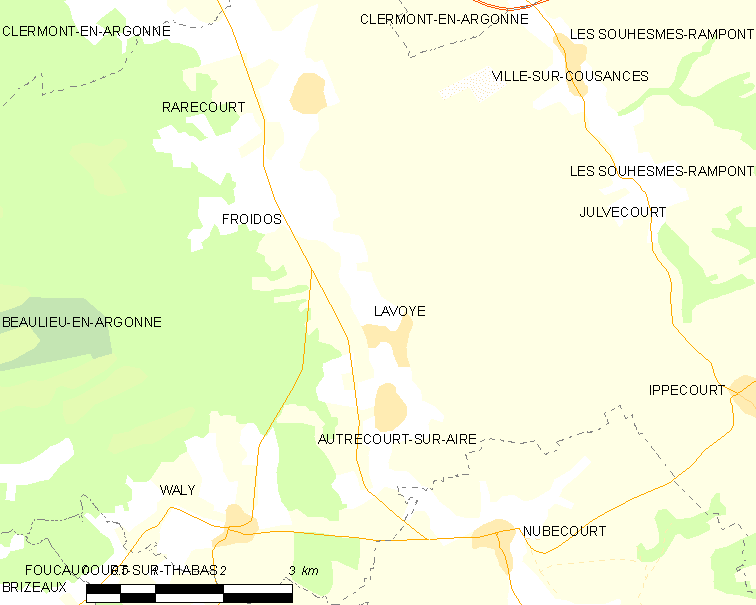
拉瓦的OSM定位图

拉瓦的时区为UTC+01:00、UTC+02:00（夏令时）。

## 行政
拉瓦的邮政编码为55120，INSEE市镇编码为55285。

## 政治
拉瓦所属的省级选区为默兹河畔迪约县。

## 人口

1962-2008年间拉瓦人口变化图示

拉瓦于2022年1月1日时的人口数量为145人。